# Edenville
Edenville este un oraș din Africa de Sud.